# لونبورگ
شهر لونبورگ (به آلمانی: Lüneburg) در ایالت نیدرزاکسن در کشور آلمان واقع شده‌است. نام کامل شهر، شهر هانزایی لونبورگ(به آلمانی: Hansestadt Lüneburg) است. این شهر در کنار دریاچه ایلمناو واقع شده‌است. این شهر بخشی از کلان‌شهر هامبورگ می‌باشد و جمعیت مرکزی آن حدود ۷۲۰۰۰ می‌باشد. نام شهر هانزایی در سال ۲۰۰۷ توسط اصناف این شهر به نام شهر اضافه شد تا به قدمت شهر در زمینهٔ بازرگانی بیشتر توجه شد. مناطق اصلی لونبورگ، آدندورف، باردویک، بلکده، آملینگ‌هاوزن و رپن‌اشتد می‌باشند. شهر لونبورگ به شهر نمک در آلمان شهرت دارد. این به خاطر وجود مرکز اصلی صنعت نمک در این شهر است. در سال ۲۰۰۷ این شهر ۱۲۱امین شهر بزرگ آلمان از نظر جمعیت شناخته شد. دانشگاه شهر، دانشگاه دولتی کوچک با ۷۰۰۰ دانشجو است.

## جغرافیا
در کنار دریاچهٔ ایلمناو و در ۳۰ کیلومتری رودخانه البه موقعیت جغرفیایی اصلی شهر لونبورگ است. از همین رودخانه بوده که تجار شهر به تجارت نمک می‌پرداختند. در جنوب شهر، دشت لونبورگ قرار داد که در نتیجهٔ قطع درختان و برداشت نمک به وجود آمده‌است. البته فلزکاری و تولید وسایل در عصر آهن هم ممکن است به نابودی جنگل‌های منطقه کمک کرده باشد. استخراج نمک در عین حال باعث فرونشست زمین در این منطقه نیز بوده‌است. تعداد

## نگارخانه

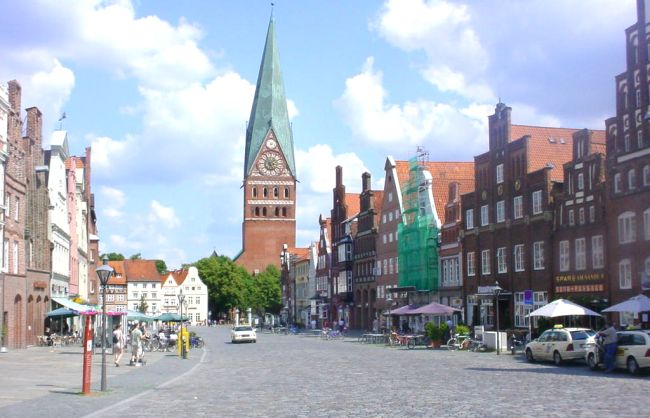
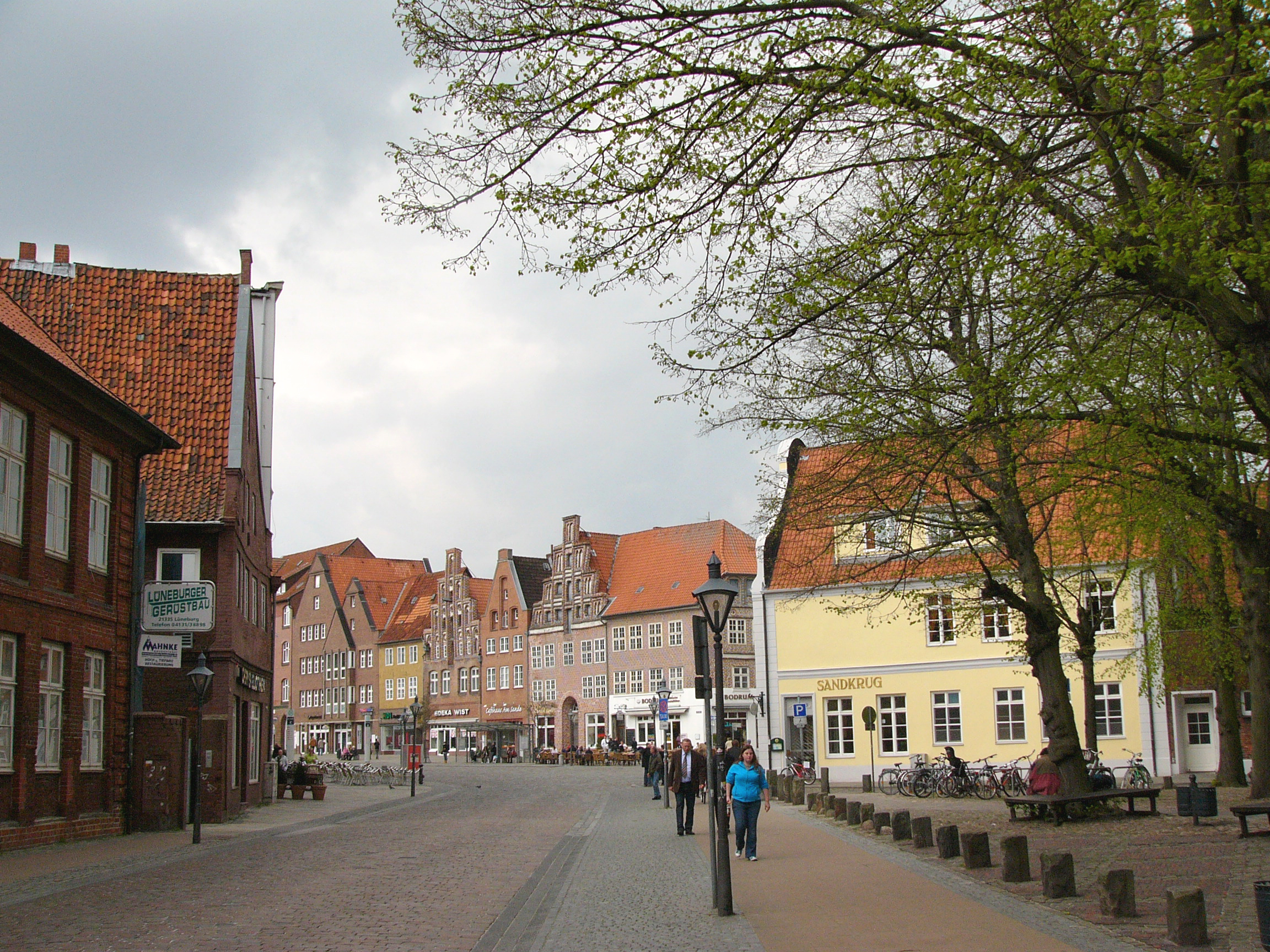
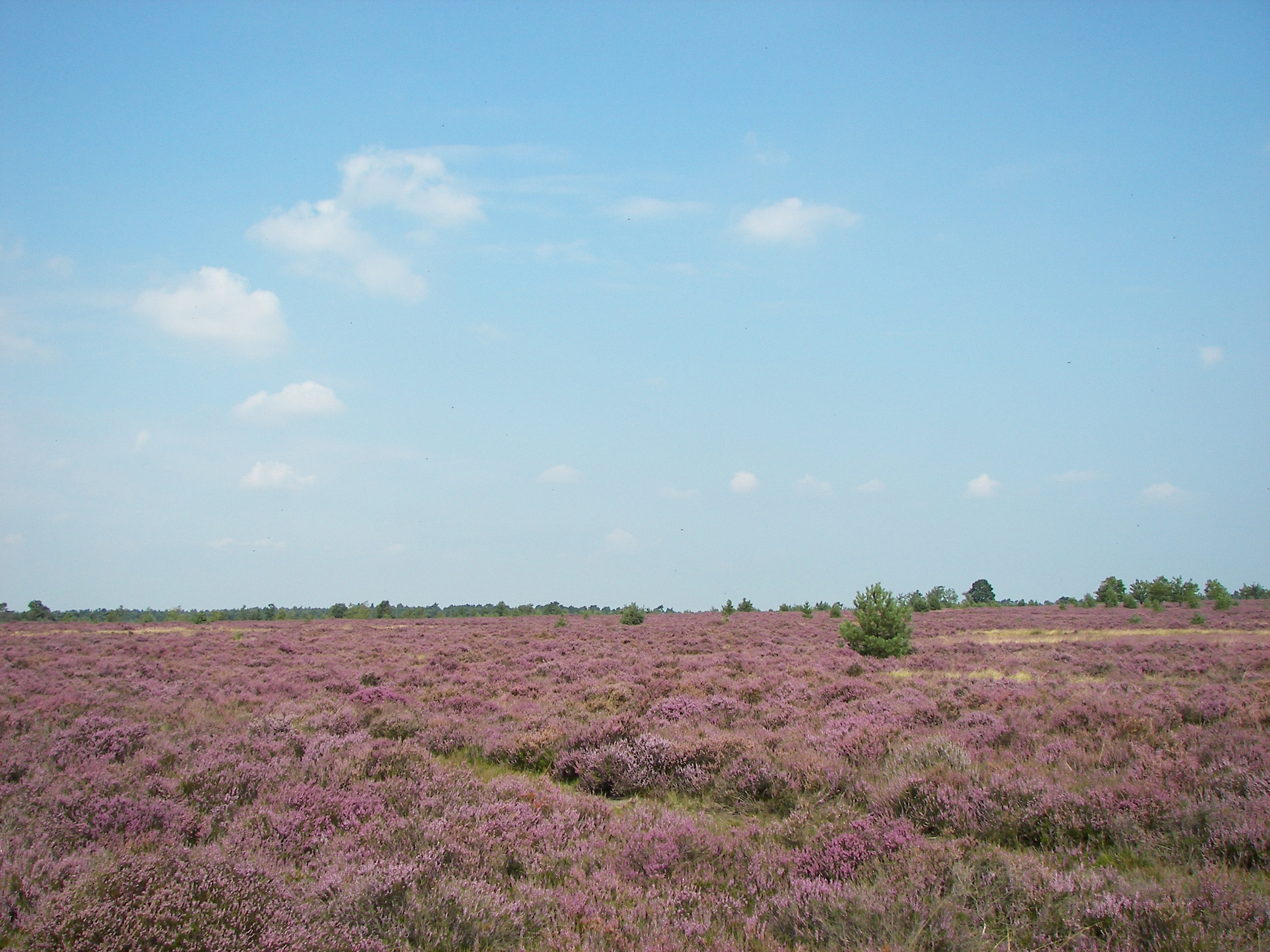